# 蓮行寺 (下野市)
蓮行寺（れんぎょうじ）は、栃木県下野市に所在する日蓮正宗の寺院。山号は珠栄山（しゅえいざん）。

## 起源と歴史
- 1360年（正平15年） - 建立される。開基は日蓮正宗大石寺第5世法主日行。
- 1596年（文禄5年） - 第14世法主日主、第15世法主日昌に法を付する。
- 1823年（文政6年） - 火災で焼失し、再建される。

## 寺院周辺
- 東日本旅客鉄道小山車両センター
- 下野市役所国分寺庁舎

## 交通アクセス
- 東北本線小金井駅から徒歩20分